# 阿尔奇人
阿尔奇人（羅馬化：aršišttib，羅馬化：Arčiyar）是俄罗斯民族分支，居住在达吉斯坦南部卡拉科伊苏盆地八个海拔2000米的村庄中。一年中有三个月的时间，全族成员会在名为阿尔奇布的村庄中聚会以完成某些需要合作才能完成的事宜。其文化是全达吉斯坦最独特且保存最完好的文化之一。
其总人口有约2000人，有其自己的语言阿尔奇语。

## 历史
阿尔奇人的起源尚属未知。其名字于希尔凡的穆罕默德·拉菲于13或14世纪撰写的编年史中被首次提及。其曾附属于杜尔萨赫（Dursakh）阿瓦尔人，并在加齐库穆赫汗国的历史中扮演了重要角色。1813年，在俄罗斯帝国兼并达吉斯坦后，阿尔奇人亦被纳入其统治下。据布罗克豪斯和叶夫龙百科词典称，1886年，在达吉斯坦州加齐库穆赫区共有802名阿尔奇人。1899年，其被划入古尼布区。
1921年，其被并入达吉斯坦苏维埃社会主义自治共和国。根据1926年苏联人口普查，全苏联共有863名阿尔奇人。在下一次人口普查中，其被识别为阿瓦尔人的一个民系。根据苏联大百科全书，在1959年的人口普查中，所有阿尔奇人均自称阿瓦尔人，虽然其仍保留了自己的语言及某些特征。2002年俄罗斯人口普查显示全俄共有89名阿尔奇人。在这次人口普查中，阿尔奇人仍被识别为阿瓦尔人的一个民系。2010年俄罗斯人口普查显示，全俄仅剩12名阿瓦尔人。

## 语言
阿尔奇语属于东北高加索语系列兹金语支，其没有自己的文字，近在几个村庄中有所使用。大部分阿尔奇人皆使用阿瓦尔语及拉克语。
关于阿尔奇语的首次记载出自1863年6月11日彼得·冯·乌斯拉尔（Peter von Uslar）寄给弗兰茨·安东·舍夫纳（Franz Anton Schiefner）的一封信，这封信在《拉克语语法》中作为附录出版。乌斯拉尔在信中记载了关于阿尔奇语的一个神话故事：“在创世神刚创造出各民族之时，这世上并没有多少种语言，许多民族都说着同一种语言。但所有民族都不约而同地拒绝了说这世上最难的一门语言。这门语言后来成为了世上最稀少的一个民族的语言，这个民族便是阿尔奇人。”

## 文化
阿尔奇人的族名来自于拉克语村庄名“阿尔奇布”。虽然其被识别为阿瓦尔人民系，但其语言与列兹金人接近，文化则与阿瓦尔人及拉克人接近。其至今仍被识别为阿瓦尔人民系。
阿尔奇人绝大多数是逊尼派穆斯林。阿拉伯语库法体的纪念碑表明他们不晚于十世纪便皈依了伊斯兰教。

## 名人
- 马克苏德·萨迪科夫（Maksud Sadikov）– 国际关系及伊斯兰经济学教授